# A Hora Mágica
A Hora Mágica é um filme brasileiro de 1999, dirigido e roteirizado por Guilherme de Almeida Prado, baseado no conto Cambio de luces de Julio Cortázar.
No jargão cinematográfico, a "hora mágica" conhecido também por "hora dourada" ou "golden hour", é uma expressão a qual refere-se ao período diurno logo após o nascer do sol e logo antes do pôr do sol quando a luz do dia é mais avermelhada e mais suave do que quando o Sol está mais alto no céu e o negativo cinematográfico ainda é capaz de captá-la, tornando possível a filmagem de cenas noturnas. O período oposto durante o crepúsculo é a "hora azul", pouco antes do nascer do sol ou depois do pôr do sol, quando a luz solar indireta é uniformemente difusa.

## Produção
O longa-metragem foi gravado em 1998, na cidade de São Paulo, produzido por
Star Filmes em associação com Raíz Produções Cinematográficas. Teve como locações o edifício do banco Caixa Econômica Federal, e a sala de cinema Cine Marrocos, além de gravações nos estúdios da Vera Cruz.
O figurino teve um papel importante na ambientação de época da produção, com 160 figurinos criados. A estética film noir que Guilherme de Almeida Prado usou na produção anterior A Dama do Cine Shanghai, agora se junta a estética do cinema mudo.

## Lançamento
Participou da mostra competitiva do 31º Festival de Brasília do Cinema Brasileiro, de 11 a 18 outubro de 1998 e teve seu lançamento para cinemas em 29 de janeiro de 1999, através da distribuidora Riofilme.

## Sinopse
A Rádio Brasil é uma emissora de rádio em 1950 que começa a se transformar em uma emissora de televisão. Nela trabalha Tito Balcárcel, um ator que interpreta um galã na radionovela Um Assassino Está Entre Nós, além de dublar filmes de gênero ao lado da estrela Lyla Van. Ele se corresponde com Lúcia, uma fã apaixonada por sua voz e indiretamente envolvida num crime.

## Elenco
- Júlia Lemmertz como Lúcia
- Raul Gazolla como Tito Balcárcel
- Maitê Proença como Susana / Lyla Van
- José Lewgoy como Hilário / Max e diretor
- Paulo Sousa como César Mássimo e vizinho
- John Herbert como Jorge
- David Cardoso como Bandeira
- Tânia Alves como Lilia Cantarelli
- Patrícia Travassos como Josefa
- Imara Reis como Angelita Alves
- Walter Breda como Marques
- Oscar Magrini como Chico Viola
- Adriana Lessa como Raquel
- Lia de Aguiar como Glaura
- Matilde Mastrangi como Cantora
- Lineu Dias como Marcone

## Prêmios e indicações
Em 1999 no 14ª Festival Internacional de Cinema de Mar del Plata em Mar del Plata na Argentina, foi indicado na categoria de melhor filme, dentro da competição internacional. No mesmo ano foi selecionado para a mostra competitiva do 3º Brazilian Film Festival of Miami, de 23 a 29 de maio, em Miami Beach nos Estados Unidos, ganhando o prêmio "Lente de Cristal" na categoria melhor atriz coadjuvante para Maitê Proença e  melhor fotografia para Jean Benoît Crépon. No Brasil, durante o 3º Festival de Cinema Nacional do Recife, realizado na cidade de Recife em 1999, recebeu o prêmio "Troféu Passista" na categoria de melhor som para Hermelino Nader e o "Prêmio Especial do Júri" na categoria de melhor direção de arte para Luís Rossi.